# Lanzagranadas Tipo 100
El lanzagranadas Tipo 100 entró en servicio en 1939 como una bocacha lanzagranadas para los fusiles Arisaka Tipo 38 y Tipo 99.

## Descripción
Lanzaba las granadas de mano estándar Tipo 91 y Tipo 99. Esta bocacha lanzagranadas era algo inusual respecto a los otros modelos, ya que empleaba un sistema de trampa de gas, el cual incorporaba una extensión del cañón que capturaba el exceso de los gases del disparo para lanzar la granada desde una bocacha situada sobre el cañón. Esto tenía la ventaja de poder emplear cartuchos estándar junto a las granadas de mano, lo que simplificaba la logística, a costa del incrementento del peso y la reducción de la eficacia del fusil. Su alcance efectivo era de aproximadamente 91,4 m (100 yardas).